# Paroedura picta
El gecko ocelot (Paroedura picta) és un gecko terrestre que viu al fullam dels boscos de Madagascar. Se'l coneix també amb els noms de gecko capgròs, gecko pintat, gecko pantera o gecko terrestre de Madagascar. És una espècie de la família Gekkonidae, exclusivament insectívora i terrestre, i és també una mascota popular.

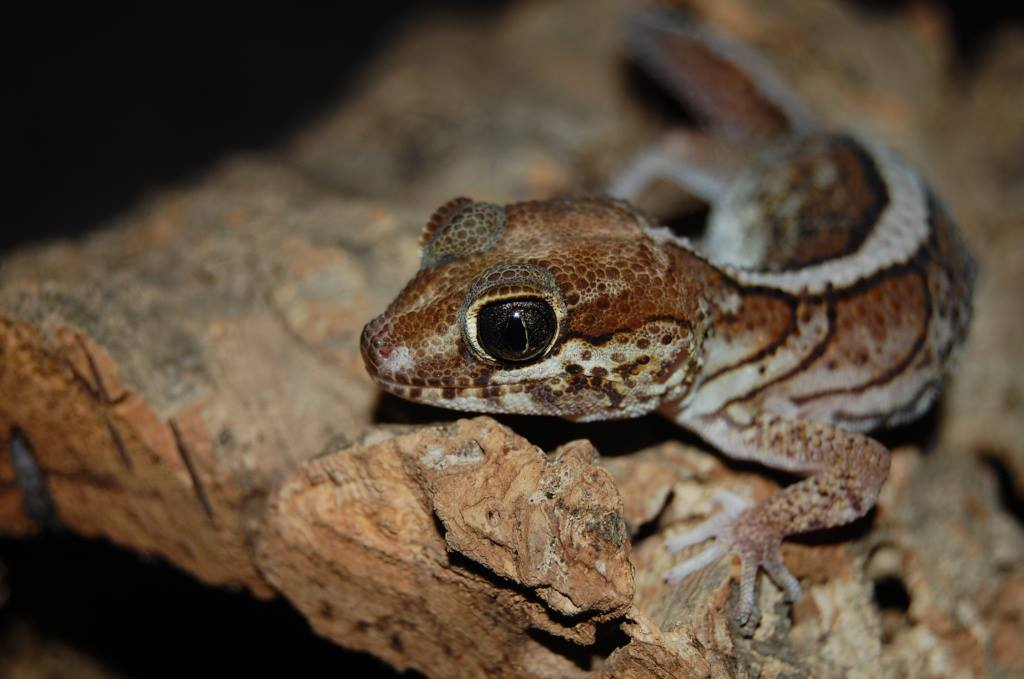
Femella vermella de gecko ocelot

## Hàbitat
Paroedura picta és endèmica de Madagascar. Està molt estesa pels boscos secs i les sabanes del sud i el sud-oest de l’illa, en una àrea d'uns 125.900 km², des de Soalala a l'oest fins a Tranomaro al sud-est. En aquesta zona, les temperatures són relativament altes durant el dia, amb pics superiors als 30 °C, i a la nit disminueix fins als 24 °C.
Aquesta espècie és principalment terrestre i es mou per la vegetació de matolls espinosos, on es pot trobar a la fullaraca o a la sorra.

## Descripció morfològica
Paroedura picta té una mida de 10-15 cm, tot i que les femelles són més petites que els mascles: les primeres mesuren de 12 a 13 cm, mentre que els mascles poden arribar als 20 cm. En general, Paroedura picta és una espècie més petita que altres de la mateixa família, i pesa al voltant de 14,87 grams. A més, els mascles tenen una protuberància a cada costat de la base de la cua, que allotja l'hemipenis.
Els colors més freqüents que presenta són tons ocres i blancs alternant-se en bandes fosques i clares, donant un to general marronós, i amb marques negres. Alguns individus d’aquesta espècie també poden tenir una franja dorsal blanca. En captivitat, hi ha geckos ocelots d'altres colors, com ara ataronjats, aneritrístics (amb absència de pigments vermells) o amelanístics (mancats de pigment negre, donant lloc a un to més grogós). Com a sauròpsids i membres de la família Gekkonidae, tenen el cos cobert d'escates.

## Etologia
El gecko ocelot és una espècie nocturna, i en estat salvatge està activa entre el capvespre i l'albada.
Els mascles són territorials i poden lluitar molt violentament, fins a la mort, per a defensar el seu espai. Aquest comportament comença a manifestar-se amb l'aparició dels primers trets sexuals. Cada mascle conviu amb diverses femelles.
A més, els geckos ocelots tenen la capacitat d’escalar algunes superfícies i, en captivitat, escalen els costats dels terraris de vidre si s’espanten.

## Reproducció
Aquesta espècie arriba a la maduresa sexual abans del primer any de vida, i la reproducció comença a l'estació calorosa. Els mascles persegueixen les femelles fins que aquestes queden immobilitzades, i el coit dura aproximadament deu minuts.
La posta d’ous es dona aproximadament un mes després de la fecundació. Les femelles ponen els ous de dos en dos i amb aproximadament un mes de diferència entre cada posta. Poden pondre ous fins a quatre o cinc vegades durant la temporada d'aparellament i els dipositen en zones humides i protegides. S'incuben a uns 28 °C, amb una humitat elevada (60-70%, o fins i tot 80%) durant gairebé 2 mesos. Les cries s'alimenten uns dies després del naixement, després de la seva primera muda.

## En captivitat
Una parella o trio (un mascle i dues femelles) de Pareodura picta es pot mantenir en un terrari sec de 60 centímetres de longitud, 45 centímetres d’amplada i 45 d’alçada amb nombrosos amagatalls, com escorça o fulles seques. A aquest biòtop, a més, s’hi solen afegir algunes plantes petites resistents a la calor. La temperatura ha d'estar entre 25 i 30 °C durant el dia, i a la nit s’ha de disminuir fins a 24 °C. Com que Paroedura picta és una espècie nocturna, no cal que la il·luminació emeti raigs UV. No es poden posar mai mascles junts, ja que podrien barallar-se i matar-se entre ells.
Pel que fa l’alimentació, es pot alimentar el gecko ocelot en les seves hores d'activitat (normalment, al vespre) amb grills, paneroles o petites llagostes. Tenir-los en captivitat no suposa cap risc pels humans, ja que no són verinosos ni mosseguen.

## Seqüenciació del seu genoma
El genoma de Paroedura picta va ser publicat l'any 2018 utilitzant la tecnologia de seqüenciació de 2a generació d'Illumina.